# Georg Lindberg

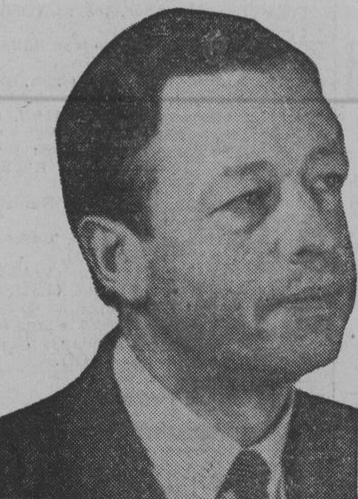
Georg Lindberg

Georg Eugen Lindberg, född 31 januari 1889 i Stockholm, död där 2 november 1979, var en svensk arkitekt.

## Biografi
Lindberg studerade vid Kungliga Tekniska högskolan 1913–1917 och vid Kungliga Konsthögskolan 1917–1919. Han praktiserade vid åtskilliga arkitektkontor och företog studieresor i Tyskland och Italien 1923. Han var vikarierande stadsarkitekt i Örebro stad och Eskilstuna stad samt anställd vid länsarkitektkontoret i Stockholm och vid Byggnadsstyrelsen. Han bedrev egen arkitektverksamhet i Stockholm, i Sölvesborg 1967–1970 och i Kristianstad 1971–1973, därefter åter i Stockholm. Han var medarbetare i tidskriften "Hem i Sverige".

## Verk I urval
- Flerbostadshus, Köpmangatan 33, Örebro (1930)
- Flerbostadshus, Hertig Karls Allé 17–23, Örebro (1930)
- Flerbostadshus, Änggatan 9 – Drottninggatan 39, Örebro (1931)
- Villa, Aluddsvägen 12, Stora Essingen (1936)
- Flerbostadshus, Nygatan 56–60, Örebro (1937)
- Flerbostadshus, Badstrandsvägen 34, Stora Essingen (1940)
- Flerbostadshus i kvarteret Solsången 7, Fredhäll (1938)
- Flerbostadshus i kvarteret Reservoarpennan 1, Midsommarkransen (1942)

## Bilder

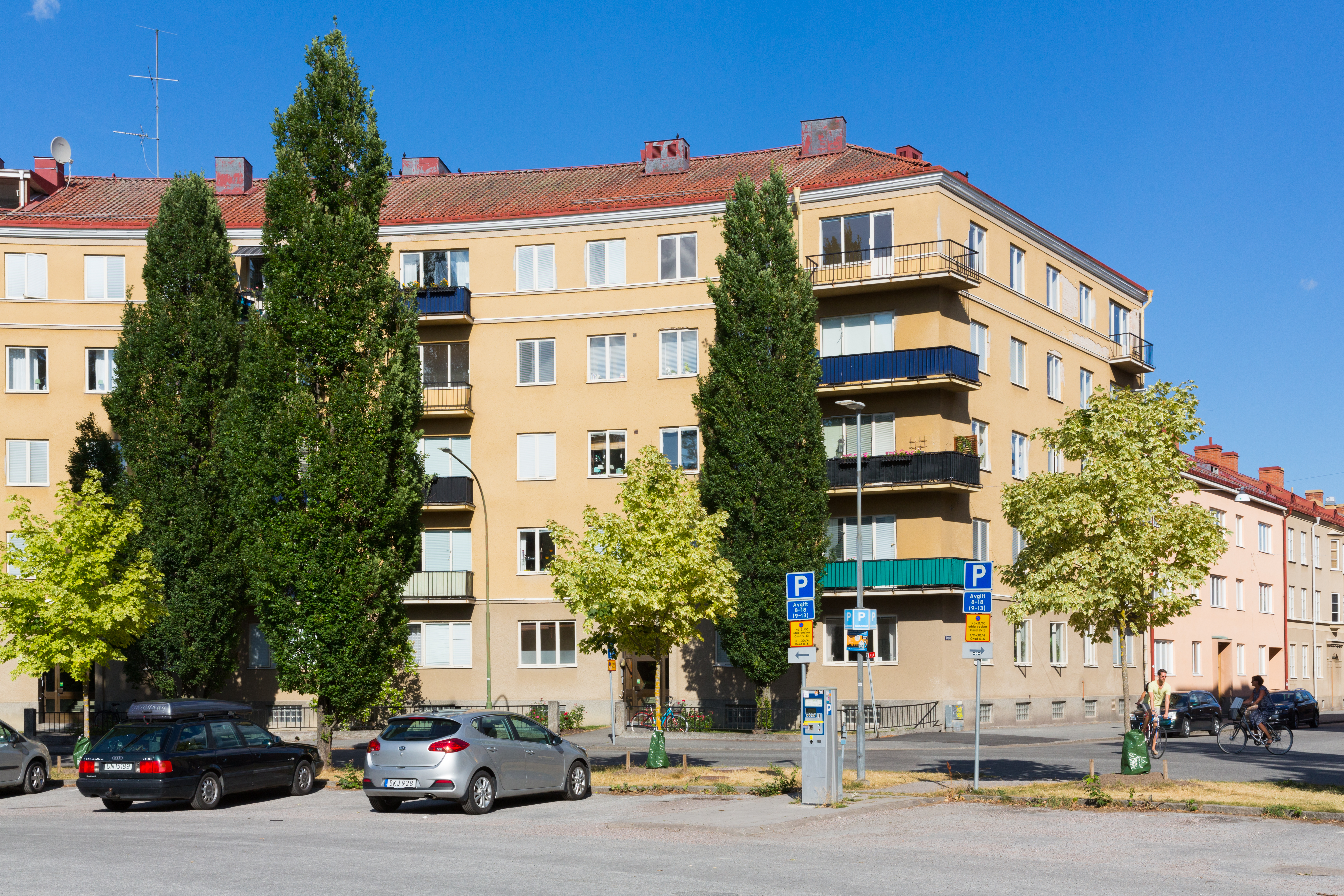
Oskarsplatsen 5, Örebro
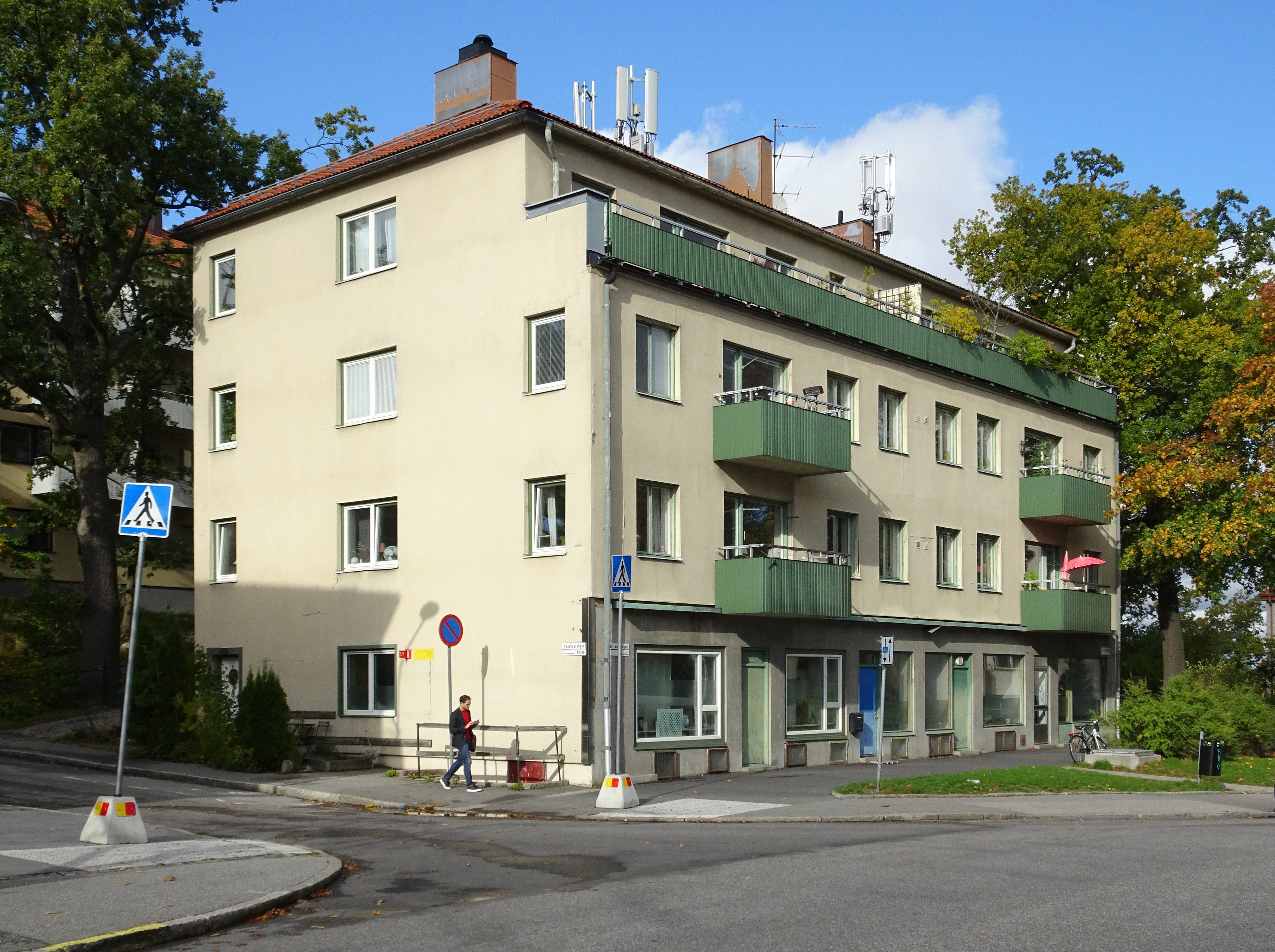
Badstrandsvägen 34, Stora Essingen.
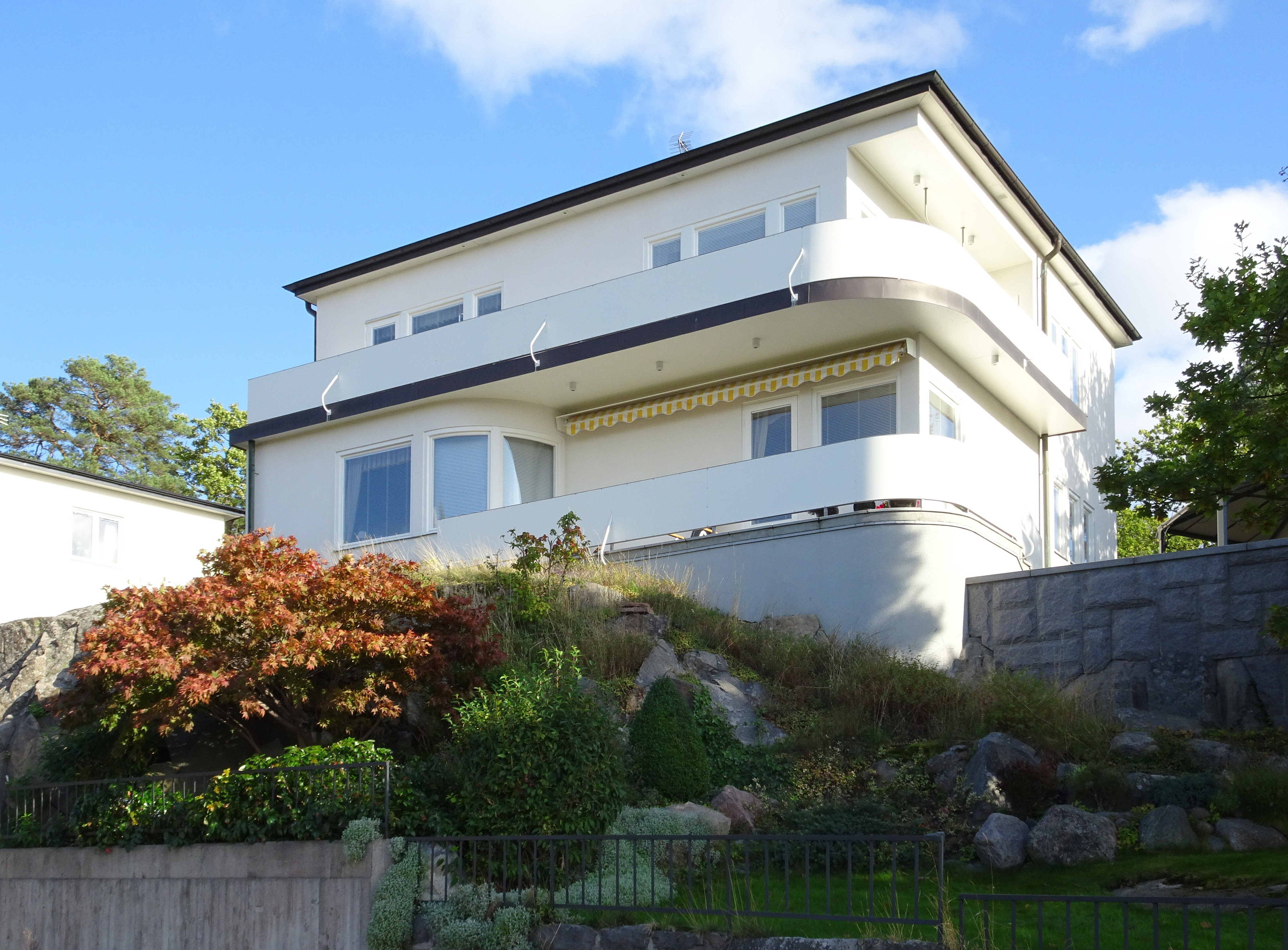
Aluddsvägen 12, Stora Essingen
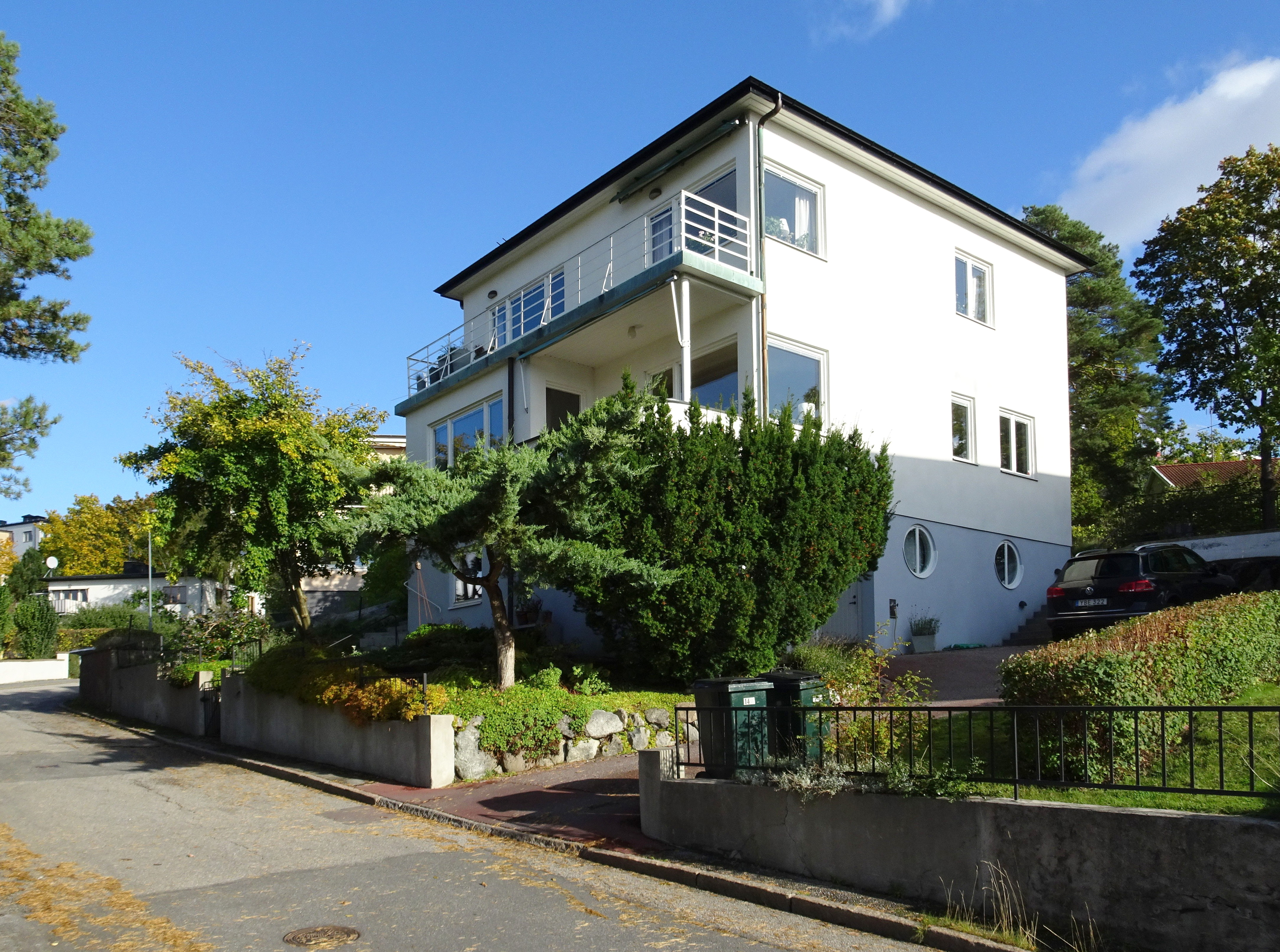
Aluddsvägen 14, Stora Essingen